# Captal

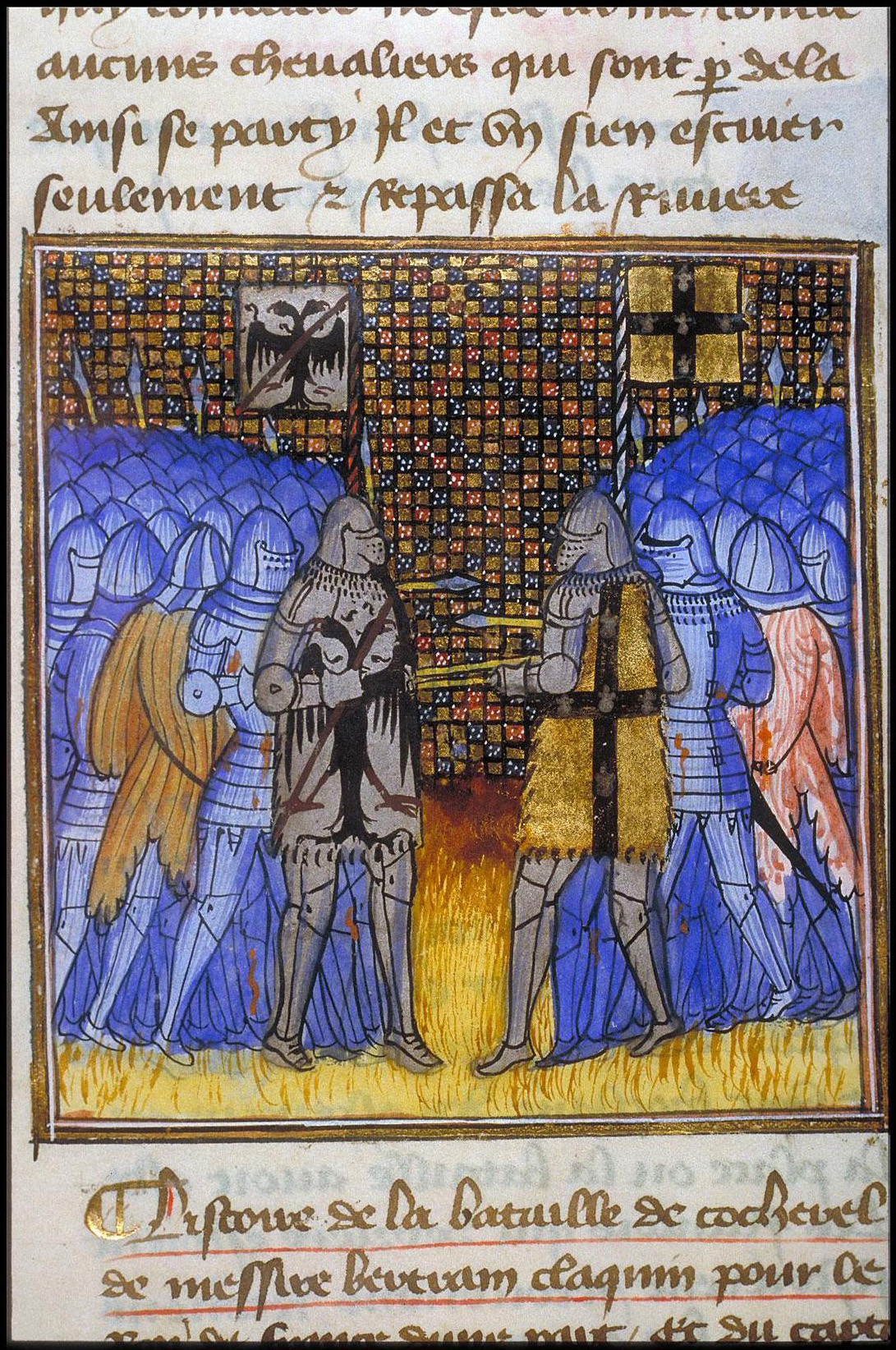
Bataille de Cocherel, opposant pendant la guerre de Cent Ans l'armée du roi de France Charles V, commandée par Bertrand du Guesclin, à l'armée de Charles II de Navarre, dont les troupes sont sous les ordres du captal de Buch Jean de Grailly pour le compte de son suzerain le roi d'Angleterre.

Le captal est, en Gascogne, synonyme de « chef, capitaine, seigneur ». Le territoire ou la juridiction du captal est le « captalat ».

## Étymologie
Le terme est issu du latin căpĭtālis « capital, qui tient la tête, qui est le principal ».

## Présentation
Le nom gascon de « captal » (parfois écrit « captau » comme dans la Chronique du roi Charles VII, par Alain Chartier) est propre au sud ouest de la France au Moyen Age. Son pluriel est « captaux ». Durant la guerre de Cent Ans, le captal est l'un des seigneurs les plus importants du duché d'Aquitaine. Par la suite, le titre ne reste en usage jusqu'en 1803 que pour le captal de Buch, le captal de Certes et le captal de Traine. On connaît principalement sous le titre de captal de Buch Jean de Grailly (1330-1376), l'un des principaux capitaines de la guerre de Cent Ans, battu lors de la bataille de Cocherel par Bertrand du Guesclin.